# Kieleckie Zakłady Farb i Lakierów „Polifarb” w Bliżynie

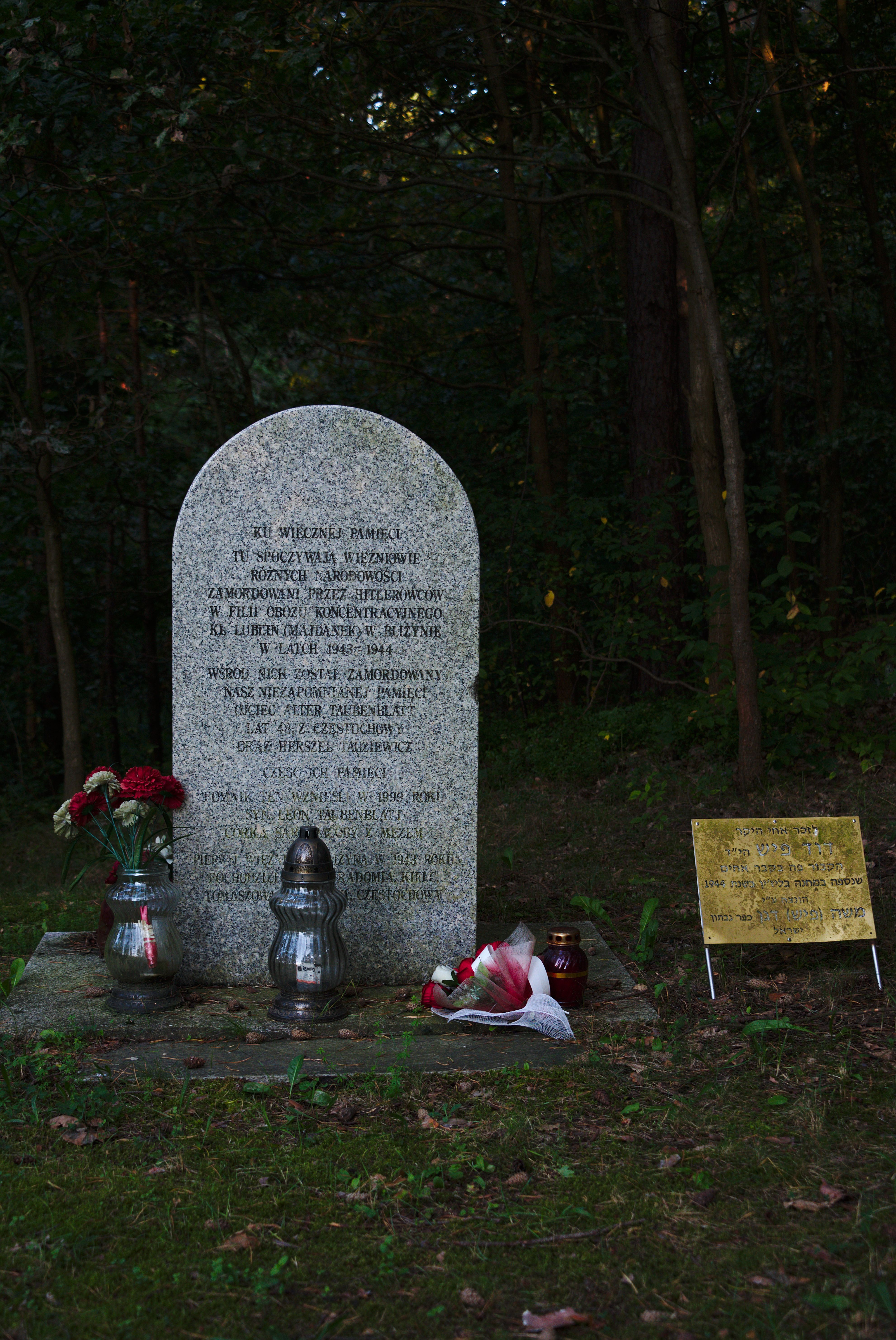
Pamiątkowa macewa - pomnik ofiar obozów hitlerowskich w Bliżynie

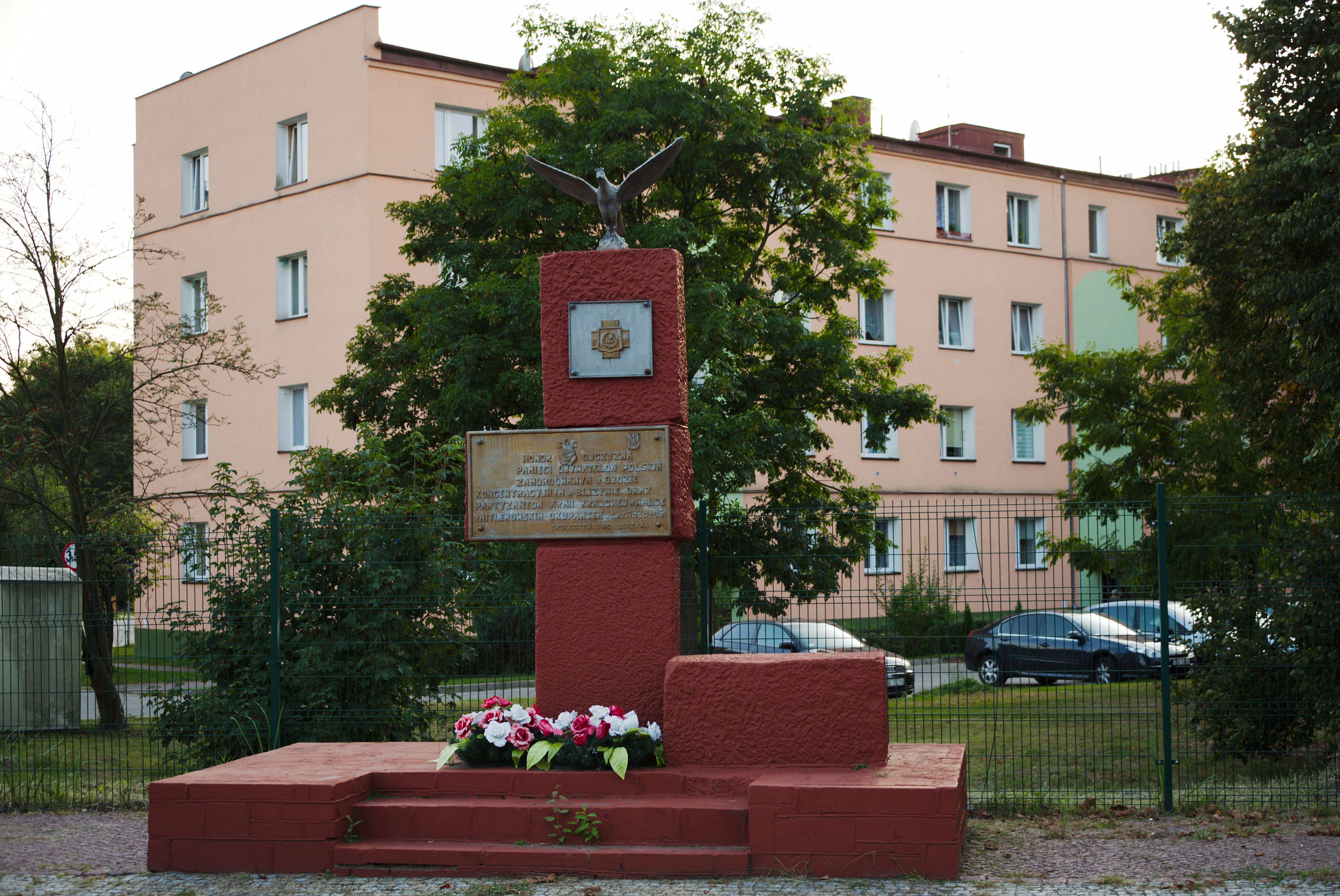
Pomnik polskich ofiar obozów hitlerowskich oraz partyzantów AK

Kieleckie Zakłady Farb i Lakierów „Polifarb” w Bliżynie – samodzielny zakład państwowy „Polifarb” w Bliżynie na terenie gminy Bliżyn, pod który podlegał także ośrodek w Fidorze na terenie gminy Końskie. Przekształcony w spółkę z ograniczoną odpowiedzialnością.

## Historia

### Początki
Historia przemysłu w Bliżynie sięga XIX wieku, kiedy to powstały Zakłady Górnicze z odlewnią, których właścicielem był hr. Plater oraz odlewnia „Salonowa" produkująca wyroby artystyczne. Zakłady przechodziły z pokolenia na pokolenie, aż do okresu międzywojennego, kiedy to rodzina przekazała zakłady Towarzystwu Eksploatacji Terenów. Od tamtej pory kilkukrotnie zmieniały właścicieli.

### II wojna światowa
Po wybuchu II wojny światowej Niemcy zamknęli zakłady, a maszyny wywieźli do III Rzeszy. Pozostał wówczas teren z pustymi halami i budynkami odgrodzony od wsi naturalną granicą w postaci rzeki Kamiennej dodatkowo w bezpośredniej bliskości linii kolejowej oraz kompleksu leśnego. W miejscu pustej fabryki okupanci zorganizowali obóz dla jeńców radzieckich, który w 1942 roku został przekształcony w  obóz pracy przymusowej dla Polaków i Żydów. Od 1944 roku był on filią obozu koncentracyjnego na Majdanku. Więziono w nim obywateli Polski, Austrii, Niemiec i ZSRR, przeciętnie około czterech tysięcy osób. Wśród więźniów dominowały osoby pochodzenia żydowskiego.
Pod koniec lipca 1944 roku wobec zbliżającego się frontu wschodniego Niemcy przystąpili do likwidacji obozu w Bliżynie. Więźniów wysłano do KL Auschwitz. Jeszcze do września 1944 roku na terenie obozu bliżyńskiego przebywała grupa robotników zatrudnionych przy demontażu maszyn.
W centrum Bliżyna postawiono pomnik ku pamięci polskich ofiar obozów oraz żołnierzy Armii Krajowej. Natomiast na drodze na Jastrzębię, postawiono pamiątkową macewę z polską inskrypcją, postawioną ku czci ofiar wszystkich narodowości.

### Okres po wojnie
Firma, na bazie której powstał sam „Polifarb”, ma swoją historię sięgającą 1952 roku, kiedy to powstały Zakłady Przemysłu Leśnego w Bliżynie, zajmujące się przerobem prefabrykantów suchej destylacji drewna. W 1954 roku nastąpiła zmiana nazwy i przedmiotu działania przedsiębiorstwa (przeróbka chemiczna węgla tj. produkcja węgla aktywowanego) na Zakłady Chemiczne Przeróbki Węgla w Bliżynie. W roku 1957 zakłady przystąpiły do produkcji czerwieni żelazowej.
W 1964 roku nastąpiła zmiana nazwy przedsiębiorstwa na Zakłady Farb i Lakierów Bliżyn. W 1971 roku przedsiębiorstwo dostało przydomek „Polifarb” w nazwie, a w 1975 dołączono zakłady w Fidorze i jeszcze raz zmieniono nazwę na Polifarb Kieleckie Zakłady Farb i Lakierów w Bliżynie. Od dnia 1 lipca 1982 roku przedsiębiorstwo stało się samodzielnym zakładem państwowym.
W 1993 roku Wojewoda Kielecki przejął uprawnienia i obowiązki organu założycielskiego wobec „Polifarbu”. W latach 1995–1999 próbowano zrealizować program naprawczy wobec przedsiębiorstwa. W 1999 roku Minister skarbu podpisał akt zmieniający przedsiębiorstwo w spółkę z ograniczoną odpowiedzialnością, w której jedynym udziałowcem był Skarb Państwa.

### Wyciek substancji chemicznych
Na terenie „Polifarbu” poczynając od 1997 roku występowały wycieki ksylenu ze starych zbiorników na terenie fabryki. W 2002 roku wystąpił poważniejszy wyciek, którym zainteresowały się media oraz inspektorat środowiska.

### Powódź i zalew Bliżyński
W 2002 roku podczas powodzi w Bliżynie zerwana została tama, która była częścią „Polifarbu” oraz zniszczony został zalew bliżyński. Odbudowano go po 10 latach.

### Upadłość
W listopadzie 2000 roku Sąd gospodarczy w Kielcach, wydał postanowienie o ogłoszeniu upadku Spółki, oficjalne zawieszenie działalności nastąpiło dopiero w 2012 roku. Jedną z widocznych pozostałości fabryki jest 86-metrowy komin. Na terenie „Polifarbu” powstało wiele przedsięwzięć prywatnych m.in. zakład elektryczny „Zelko”, zakład produkcyjno-usługowo-handlowy „Lakton” oraz ośrodek „Jesienne Liście” dofinansowany ze środków Unii Europejskiej, chociaż jego przyszłość jest niepewna. 25 stycznia 2017 roku Zarząd Województwa Świętokrzyskiego, przyjął uchwałę o zwrocie dofinansowania, prawdopodobnie firma ogłosiła upadłość.